# NAACP Image Awards 2018
Die 49. NAACP Image Awards, die von der NAACP verliehen werden, wurden am 15. Januar 2018 vergeben. Die Ausstrahlung wurde von Anthony Anderson moderiert und erfolgte auf TV One.
Die Veranstaltung fand im Pasadena Civic Auditorium in Pasadena, Kalifornien statt.
Ausgezeichnet wurden People of Color in verschiedenen Kategorien im Bereich Film, Fernsehen Musik und Literatur für ihre Leistungen im Kalenderjahr 2017.
Danny Glover erhielt den President’s Award. Als Entertainer of the Year konnte sich Ava DuVernay durchsetzen.

## Film
| Bester Film | Beste Regie |
| --- | --- |
| - Girls Trip - Detroit - Get Out - Marshall - Roman J. Israel, Esq. – Die Wahrheit und nichts als die Wahrheit (Roman J. Israel, Esq.) | - Jordan Peele – Get Out - Reginald Hudlin – Marshall - Malcolm D. Lee – Girls Trip - Stella Meghie – Everything, Everything - Dee Rees – Mudbound                                                                    |
| Bester Hauptdarsteller | Beste Hauptdarstellerin |
| - Daniel Kaluuya – Get Out - Chadwick Boseman – Marshall - Idris Elba – Zwischen zwei Leben (The Mountain Between Us) - Algee Smith – Detroit - Denzel Washington – Roman J. Israel, Esq. – Die Wahrheit und nichts als die Wahrheit (Roman J. Israel, Esq.) | - Octavia Spencer – Begabt – Die Gleichung eines Lebens (Gifted) - Halle Berry – Kidnap - Danai Gurira – All Eyez on Me - Natalie Paul – Crown Heights - Amandla Stenberg – Everything, Everything                    |
| Bester Nebendarsteller | Beste Nebendarstellerin |
| - Idris Elba – Thor: Tag der Entscheidung (Thor: Ragnarok) - Nnamdi Asomugha – Crown Heights - Sterling K. Brown – Marshall - Laurence Fishburne – Last Flag Flying - Lil Rel Howery – Get Out                                                               | - Tiffany Haddish – Girls Trip - Regina Hall – Girls Trip - Audra McDonald – Die Schöne und das Biest (Beauty and the Beast) - Keesha Sharp – Marshall - Tessa Thompson – Thor: Tag der Entscheidung (Thor: Ragnarok) |
| Bestes Drehbuch | Bester Independentfilm |
| - Jordan Peele – Get Out - Kenya Barris und Tracy Oliver – Girls Trip - Mark Boal – Detroit - Emily V. Gordon and Kumail Nanjiani – The Big Sick - Dee Rees and Virgil Williams – Mudbound                                                                   | - Detroit - Last Flag Flying - Mudbound - Professor Marston and The Wonder Women - Wind River |

## Fernsehen

### Drama
| Beste Dramaserie | Beste Dramaserie |
| --- | --- |
| - Power - Greenleaf - This Is Us – Das ist Leben (This Is Us) - Queen Sugar - Underground | |
| Bester Hauptdarsteller in einer Dramaserie | Bester Hauptdarsteller in einer Dramaserie |
| - Omari Hardwick – Power - Sterling K. Brown – This Is Us – Das ist Leben (This Is Us) - Mike Colter – Marvel’s The Defenders (The Defenders) - Terrence Howard – Empire - Kofi Siriboe – Queen Sugar                                                                                                   | - Taraji P. Henson – Empire - Viola Davis – How to Get Away with Murder - Jurnee Smollett-Bell – Underground - Kerry Washington – Scandal - Rutina Wesley – Queen Sugar |
| Bester Nebendarsteller in einer Dramaserie | Beste Nebendarstellerin in einer Dramaserie |
| - Joe Morton – Scandal - Trai Byers – Empire - Bryshere Gray – Empire - Jussie Smollett – Empire - Dondre Whitfield – Queen Sugar | - Naturi Naughton – Power - Tina Lifford – Queen Sugar - Susan Kelechi Watson – This Is Us – Das ist Leben (This Is Us) - Lynn Whitfield – Greenleaf - Samira Wiley – The Handmaid’s Tale – Der Report der Magd (The Handmaid’s Tale)                                             |
| Beste Regie in einer Drama-Fernsehserie | Bestes Drehbuch in einer Drama-Fernsehserie |
| - Carl Franklin – Tote Mädchen lügen nicht (13 Reasons Why) – Tape 5, Side B - Jeffrey Byrd – Switched at Birth – Occupy Truth - Jonathan Demme – Shots Fired – Hour Six: The Fire This Time - Ernest R. Dickerson – The Deuce – Show and Prove - Gina Prince-Bythewood – Shots Fired – Hour One: Pilot | - Gina Prince-Bythewood – Shots Fired – Hour One: Pilot - Erica Anderson – Greenleaf – The Bear - Ava DuVernay – Queen Sugar – Dream Variations - Vera Herbert – This Is Us – Das ist Leben (This Is Us) – Still Here - Anthony Sparks – Queen Sugar – What Do I Care for Morning |

### Comedy
| Beste Comedy-Serie | Beste Comedy-Serie |
| --- | --- |
| - Black-ish - Ballers - Dear White People - Insecure - Survivor’s Remorse | |
| Bester Hauptdarsteller in einer Comedy-Serie | Beste Hauptdarstellerin in einer Comedy-Serie |
| - Anthony Anderson – Black-ish - Aziz Ansari – Master of None - Dwayne Johnson – Ballers - Keegan-Michael Key – Friends from College - RonReaco Lee – Survivor’s Remorse | - Tracee Ellis Ross – Black-ish - Danielle Brooks – Orange Is the New Black - Loretta Devine – The Carmichael Show - Niecy Nash – Claws - Issa Rae – Insecure                                                  |
| Bester Nebendarsteller in einer Comedy-Serie | Beste Nebendarstellerin in einer Comedy-Serie |
| - Jay Ellis – Insecure - Tituss Burgess – Unbreakable Kimmy Schmidt - Ernie Hudson – Grace and Frankie - Omar Miller – Ballers - John David Washington – Ballers | - Marsai Martin – Black-ish - Uzo Aduba – Orange Is the New Black - Tichina Arnold – Survivor’s Remorse - Leslie Jones – Saturday Night Live - Yvonne Orji – Insecure                                          |
| Beste Regie in einer Comedy-Fernsehserie | Bestes Drehbuch in einer Comedy-Fernsehserie |
| - Anton Cropper – Black-ish – Juneteenth - Barry Jenkins – Dear White People – Chapter 5 - Spike Lee – Nola Darling (She’s Gotta Have It) – #NolasChoice - Justin Simien – Dear White People – Chapter 1 - Ken Whittingham – Unbreakable Kimmy Schmidt – Kimmy Bites an Onion! | - Janine Barrois – Claws – Batsh*t - Aziz Ansari – Master of None – Thanksgiving - Issa Rae – Insecure – Hella Great - Issa Rae – Insecure – Hella Perspective - Justin Simien – Dear White People – Chapter 1 |

### Fernsehfilm, Miniserie oder Special
| Bester Fernsehfilm, Miniserie oder Special | Bester Fernsehfilm, Miniserie oder Special |
| --- | --- |
| - The New Edition Story - Flint - The Immortal Life of Henrietta Lacks - Shots Fired - When Love Kills: The Falicia Blakely Story                                                                   | |
| Bester Hauptdarsteller in einem Fernsehfilm oder Miniserie | Beste Hauptdarstellerin in einem Fernsehfilm oder Miniserie |
| - Idris Elba – Guerrilla - Laurence Fishburne – Madiba - Bryshere Gray – The New Edition Story - Woody McClain – The New Edition Story - Mack Wilds – Shots Fired                                   | - Queen Latifah – Flint - Regina King – American Crime - Sanna Lathan – Shots Fired - Jill Scott – Flint - Oprah Winfrey – The Immortal Life of Henrietta Lacks |
| Beste Regie in einem Fernsehfilm oder Special | Bestes Drehbuch in einem Fernsehfilm oder Special |
| - Allen Hughes – The Defiant Ones - Mark Ford – Biggie: The Life of Notorious B.I.G. - Kevin Hooks – Madiba - Codie Elaine Oliver – Black Love - Chris Robinson – The New Edition Story – "Night 1" | - Abdul Williams – The New Edition Story - May Chan – An American Girl Story – Ivy & Julie 1976: A Happy Balance - Peter Landseman, Alexander Woo und George C. Wolfe – The Immortal Life of Henrietta Lacks - Alison McDonald – An American Girl Story - Ivy & Julie 1976: Summer Camp, Friends for Life - Cas Sigers-Beedles – When Love Kills: The Falicia Blakely Story |

### Reality-Serie und Varieté-Shows
| Beste Talkshow | Beste Reality- oder Gameshow |
| --- | --- |
| - The Real - The Daily Show with Trevor Noah - Jimmy Kimmel Live - Super Soul Sunday - The View                                                     | - The Manns - Iyanla: Fix My Life - Martha & Snoop's Potluck Dinner Party - Shark Tank - United Shades of America |
| Beste Nachrichtensendung | Bester Moderator einer Talkshow, einer Reality-, Game- oder Varietée-Show |
| - Unsung - News One Now - Oprah's Master Class - The Story of Us with Morgan Freeman - Through the Fire: The Legacy of Barack Obama                 | - Roland Martin (Journalist) – NewsOne Now - Neil deGrasse Tyson – StarTalk with Neil deGrasse Tyson - Morgan Freeman – The Story of Us with Morgan Freeman - Trevor Noah – The Daily Show with Trevor Noah - Fredricka Whitfield – Fredricka Whitfield |
| Outstanding Variety oder Gameshow | Beste Kindersendung |
| - Lip Sync Battle - Black Girls Rock! 2017 - Dave Chappelle: The Age of Spin & Deep in the Heart of Texas - Def Comedy Jam 25 - Saturday Night Live | - Doc McStuffins - Free Rein - Nella the Princess Knight - Project Mc2 - Raven's Home |

### Kinderdarsteller
| Bester Kinderdarsteller |
| --- |
| - Caleb McLaughlin – Stranger Things - Lonnie Chavis – This Is Us – Das ist Leben (This Is Us) - Ethan Hutchison – Queen Sugar - Marsai Martin – Black-ish - Michael Rainey – Power |

## Musik
| Bestes Album | Bester Newcomer |
| --- | --- |
| - Kendrick Lamar – Damn. - Mary J. Blige – Strength of a Woman - Jay-Z – 4:44 - Brian McKnight – Genesis - Charlie Wilson – In It to Win It                                                                                   | - SZA – Ctrl - Demetria McKinney – Officially Yours - Khalid – American Teen - Kevin Ross – The Awakening - Vic Mensa – The Autobiography                                                                    |
| Bester Sänger | Beste Sängerin |
| - Bruno Mars – Versace on the Floor - Jay-Z – 4:44 - Kendrick Lamar – DAMN. - Brian McKnight – Genesis - Charlie Wilson – In It to Win It                                                                                     | - Mary J. Blige – Strength of a Woman - Beyoncé – Die with You - Andra Day – Stand Up for Something - Ledisi – Let Love Rule - SZA – Ctrl                                                                    |
| Beste Band, Duo oder Kollaboration | Bestes Jazzalbum |
| - Kendrick Lamar feat. Rihanna – LOYALTY. - Mary J. Blige feat. Kanye West – Love Yourself - Andra Day feat. Common – Stand Up For Something - SZA feat. Travis Scott – Love Galore - Charlie Wilson feat. T.I. – I’m Blessed | - Somi – Petite Afrique - Damien Escobar – Boundless - Najee – Poetry in Motion - Cécile McLorin Salvant – Dreams and Daggers - Preservation Hall Jazz Band – So It Is                                       |
| Bestes Musikvideo | Bester Song, Traditional |
| - Bruno Mars – That’s What I Like - Mary J. Blige – Strength of a Woman - Jay-Z – 4:44 - Maxwell – Gods - Ledisi – High | - Bruno Mars – That’s What I Like - Mary J. Blige – U + Me (Love Lesson) - Ledisi – High - John Legend – Surefire (Piano Version) - MAJOR. – Honest                                                          |
| Bester Song, Contemporary | Bestes Gospelalbum |
| - Kendrick Lamar – HUMBLE. - Jay-Z – The Story of O.J. - Mali Musi – Gonna Be Alright - Jazmine Sullivan x Bryson Tiller – Insecure - SZA feat. Travis Scott – Love Galore                                                    | - Greenleaf Soundtrack – Greenleaf Soundtrack Volume 2 - Tasha Cobbs – Heart. Passion. Pursuit. - Travis Greene – Crossover Live From Music City - Marvin Sapp – Close - CeCe Winans – Let Them Fall In Love |

## Sonderpreise
| Vanguard Award                                                     |
| ------------------------------------------------------------------ |
| Die Überlebenden des Memphis Sanitation Strike                     |
| President’s Award                                                  |
| - Danny Glover                                                     |
| Chairman’s Award                                                   |
| - William Lucy                                                     |
| Entertainer of the Year                                            |
| - Ava DuVernay - Bruno Mars - Chance the Rapper - Issa Rae - Jay-Z |